# 마리아 루이자 멘돈사
마리아 루이자 멘돈사(Maria Luísa Mendonça, 1970년 1월 30일 ~ )는 브라질의 배우이다.

## 출연 작품
- 하비, 더 포리너 (2013)
- 미래에서 온 남자 (2011)
- 인비저블 우먼 (2009)
- 내가 당신이라면 2 (2009)
- 카란디루 (2003)